# Francesca Albanese
Francesca P. Albanese (Ariano Irpino, 30 maart 1977) is een Italiaanse advocaat in het internationale recht en is voor de Verenigde Naties Speciaal Rapporteur voor de mensenrechten in de Palestijnse gebieden.

## Carrière
Albanese studeerde rechten aan de Universiteit van Pisa en behaalde haar Meester in de rechten aan de School of Oriental and African Studies in Londen.
Tussen 2003 en 2013 werkte Albanese voor diverse organisaties binnen de Verenigde Naties, zoals voor UNRWA in Jeruzalem en UNDP in Marokko. Ook werkte ze voor het OHCHR in Genève. Gedurende deze periode voor de VN richtte haar werk zich op het versterken van de onafhankelijkheid en effectiviteit van nationale mensenrechteninstellingen, onder meer op het gebied van het voorkomen van marteling. Vervolgens werkte Albanese als technisch adviseur twee jaar lang voor een Amerikaanse ngo in Washington D.C.

### Speciaal rapporteur
In 2022 werd ze door de VN aangesteld als speciaal rapporteur voor de mensenrechten in de Palestijnse gebieden. In deze hoedanigheid is Albanese belast met het schrijven van publieke rapporten en het samenwerken met overheden en andere groepen over dit thema. Kort na haar aanstelling ontstond er in Israël ophef over haar benoeming, omdat ze in 2014 had gezegd dat de "Joodse lobby" de controle had over de Verenigde Staten. Later zei Albanese spijt te hebben van deze opmerking.
In haar uitspraken over het Israëlisch-Palestijns conflict neemt Albanese geen blad voor de mond. Zo stelde ze in haar rapport Anatomie van een genocide dat Israëls lidmaatschap van de VN heroverwogen moet worden. Daarnaast vergeleek ze de situatie in Gaza met de Holocaust en onder andere de Bosnische genocide. Ook stelde Albanese in een van haar rapporten al in maart 2024 dat er "redelijke gronden" waren om aan te nemen dat Israël op dat moment genocide pleegde in de Gazastrook. Vanwege haar uitspraken kreeg Albanese op 12 februari 2024 een inreisverbod voor Israël en werd haar uitnodiging voor een gesprek met de Vaste Commissie Buitenlandse Zaken van de Tweede Kamer in februari 2025 twee dagen van tevoren ingetrokken.
De missie van de Verenigde Staten bij de Verenigde Naties liet op 3 april 2025 weten tegen de hernieuwing van de rol van Francesca Albanese als speciale rapporteur van de VN te zijn vanwege haar "virulente antisemitisme, dat Israël demoniseert en Hamas steunt". Op de zitting van de OHCHR te Genève van 4 april 2025 werd haar mandaat voor 3 jaar verlengd. Albanese noemde de acties die tegen haar gericht waren "een lastercampagne door pro-Israëlische groeperingen".
In een – door Israël en de VS heftig bekritiseerd - rapport van 30 juni 2025 getiteld Van een bezettingseconomie naar een genocide-economie noemde Albanese meer dan 40 bedrijven die volgens haar niet alleen passief, maar zelfs actief bijdroegen aan "de onderdrukking van het Palestijnse volk". 
Op 9 juli 2025 hebben de Verenigde Staten sancties opgelegd aan Albanese, zoals bevestigd door de Amerikaanse minister van Buitenlandse Zaken, Marco Rubio. Deze sancties houden in dat al haar persoonlijke en zakelijke eigendommen in de VS worden bevroren en dat zij de Verenigde Staten niet meer in mag. Rubio verklaarde dat de maatregel tegen Albanese werd genomen in het kader van haar "onwettige en schandelijke pogingen" om het Internationaal Strafhof te bewegen om "actie te ondernemen tegen Amerikaanse en Israëlische functionarissen, bedrijven en leidinggevenden." Daarentegen startte in 2025 ook een campagne om Albanese te nomineren voor de Nobelprijs van de Vrede. Een petitie hiervoor werd door meer dan 400.000 mensen ondertekend.